# The First Time (film, 1969)
Pour les articles homonymes, voir The First Time.
Pour plus de détails, voir Fiche technique et Distribution.
The First Time est un film américain réalisé par James Neilson et sorti en 1969.

## Fiche technique
- Réalisation : James Neilson
- Scénario : Jo Heims, Roger Smith
- Date de sortie : 11 juin 1969
- Distributeur : United Artists
- Musique : Kenyon Hopkins
- Photographie : Ernest Laszlo
- Montage : Bud Molin

## Distribution
- Jacqueline Bisset : Anna
- Wes Stern : Kenny
- Ricky Kelman : Mike
- Wink Roberts : Tommy
- Gerard Parkes : Charles
- Cosette Lee : grand-mère
- Sharon Acker : Pamela Williams